# エスペロ船団の戦い
エスペロ船団の戦い (エスペロせんだんのたたかい、Battle of the Espero Convoy) は、第二次世界大戦中に地中海で生起した海戦。1940年6月28日に、北アフリカへの輸送任務についていたイタリア海軍の駆逐艦3隻と、船団護衛のために出撃したイギリス海軍およびオーストラリア海軍の巡洋艦5隻が交戦し、イタリア側が駆逐艦1隻を失った。

## 背景
イタリアはフランスとの休戦を経てチュニジアが敵ではなくなったことでリビアへの船団を送れるようになったが、トブルクまで補給船団を送るのは困難を伴うため、軍艦による輸送が決定された。リビアでは武器弾薬が至急必要となっていた。
6月27日、対空砲10門、弾薬120トンと人員162名のリビアへの輸送を行うイタリア駆逐艦「エスペロ」（旗艦）、「ゼフィーロ」、「オストロ」がタラントから出航した。この部隊は、エンリコ・バローニ (Enrico Baroni) 大佐が指揮した。
一方、イギリス軍の船団護衛作戦（MA3作戦）も開始されていた。これはアレクサンドリアへ向かう、マルタからの船団2つとギリシャからの船団1つを護衛するというものであった。その護衛部隊の1つとして、6月27日にアレクサンドリアから第7巡洋艦戦隊（軽巡洋艦「リヴァプール」、「オライオン」、「シドニー」、「グロスター」、「ネプチューン」）が出撃した。なお、この作戦のためには第7巡洋艦戦隊以外も出撃しており、それらはすべてジョン・トーヴィー中将の指揮下にあった。また、アレクサンドリアとマルタの偵察機も作戦の支援を行った。

## 海戦の経過

6月28日、マルタから飛び立ったサンダーランド飛行艇が、ザンテ島の西約50マイルの場所でイタリアの駆逐艦を発見した。この報告を受け、第7巡洋艦戦隊はイタリア駆逐艦の攻撃に向かった。
18時30分（33分）、最も南に位置していたリヴァプールがイタリア駆逐艦を発見した。この時、第7巡洋艦戦隊はオライオン、ネプチューン、シドニーとリバプール、グロスターの2つに分かれていた。リバプールは18時33分（36分）に16000メートルの距離で砲撃を開始した。イタリアの駆逐艦は煙幕を張って南西に逃走した。リバプールからの報告を受け取ってもう1つの部隊も参戦し、5隻の巡洋艦がイタリア駆逐艦を追撃した。エスペロは機関に問題があり、高速を発揮できなかった。このこともあり、バローニは他の2隻を逃がすようにエスペロを行動させた。エスペロはオライオンへの雷撃もおこなったが、命中はしなかった。19時20分までにリバプールとエスペロとの距離は12800メートルまで縮まり、被弾損傷したエスペロは20時頃には停止した。
トーヴィーは日没と弾薬不足のため、残り2隻の駆逐艦の追跡は断念した。イギリス側の損害はリヴァプールに砲弾が1発命中したのみであり、この戦闘で約5000発の砲弾を消費した第7巡洋艦戦隊は、シドニーを残してマルタへ向かった。シドニーはエスペロを沈め、その生存者47名を救助した。そのほか、20日後には生存者6名がイタリアの潜水艦に発見された。なお、バローニは戦死し、イタリアの駆逐艦2隻は29日にベンガジに到着した。

## 結果
この海戦の結果、両軍で以下のような教訓が得られた。連合国側では、敵の方が高速な場合に昼間の遠距離での海戦では決定的な勝敗はつきにくい、というものである。イタリア側では、偵察を行う航空機との協力が重要になるということである。イタリア軍機は海戦発生前に連合国の巡洋艦を発見していたが、3隻の駆逐艦は無傷で逃れることはできなかったのである。
この海戦で消費した弾薬の補給が必要となったため、MA3作戦は中止され、マルタからの船団の出発は2週間延期されることとなった。